# Listă de filme britanice din 1949
Aceasta este o listă de filme britanice din 1949:

## Lista
| Titlu                          | Regizor                                      | Distribuție                                                  | Gen                          | Note                                               |
| ------------------------------ | -------------------------------------------- | ------------------------------------------------------------ | ---------------------------- | -------------------------------------------------- |
| Adam and Evelyne               | Harold French                                | Stewart Granger, Jean Simmons                                | Romance                      |                                                    |
| The Adventures of Jane         | Edward G. Whiting                            | Chrystabel Leighton-Porter                                   | Comedy based on comic strip  |                                                    |
| The Adventures of PC 49        | Godfrey Grayson                              | Hugh Latimer, John Penrose                                   | Crime                        |                                                    |
| All Over the Town              | Derek N. Twist                               | Norman Wooland, Sarah Churchill                              | Comedy                       |                                                    |
| The Bad Lord Byron             | David MacDonald                              | Dennis Price, Mai Zetterling                                 | Historical                   |                                                    |
| Badger's Green                 | John Irwin                                   | Barbara Murray, Brian Nissen                                 | Comedy                       |                                                    |
| The Blue Lagoon                | Frank Launder                                | Jean Simmons, Donald Houston                                 | Drama                        |                                                    |
| Blue Scar                      | Jill Craigie                                 | Emrys Jones, Gwynneth Vaughan                                | Drama                        |                                                    |
| A Boy, a Girl and a Bike       | Ralph Smart                                  | John McCallum, Honor Blackman                                | Comedy                       |                                                    |
| Boys in Brown                  | Montgomery Tully                             | Jack Warner, Richard Attenborough                            | Drama                        |                                                    |
| Cardboard Cavalier             | Walter Forde                                 | Sid Field, Margaret Lockwood                                 | Comedy                       |                                                    |
| The Case of Charles Peace      | Norman Lee                                   | Michael Martin Harvey, Chili Bouchier                        | Crime                        |                                                    |
| Celia                          | Francis Searle                               | Hy Hazell, Bruce Lester                                      | Comedy thriller              |                                                    |
| Children of Chance             | Luigi Zampa                                  | Patricia Medina, Yvonne Mitchell                             | Drama                        |                                                    |
| The Chiltern Hundreds          | John Paddy Carstairs                         | Cecil Parker, A. E. Matthews, David Tomlinson                | Comedy                       |                                                    |
| Christopher Columbus           | David MacDonald                              | Fredric March, Florence Eldridge                             | Historical                   |                                                    |
| Conspirator                    | Victor Saville                               | Elizabeth Taylor, Robert Taylor                              | Thriller                     |                                                    |
| The Cure for Love              | Robert Donat                                 | Robert Donat, Renée Asherson                                 | Comedy                       |                                                    |
| Dark Secret                    | Maclean Rogers                               | Dinah Sheridan, Emrys Jones                                  | Crime                        |                                                    |
| Dear Mr. Prohack               | Thornton Freeland                            | Cecil Parker, Glynis Johns                                   | Comedy                       |                                                    |
| Diamond City                   | David MacDonald                              | David Farrar, Honor Blackman, Diana Dors                     | South African western        |                                                    |
| Dick Barton Strikes Back       | Godfrey Grayson                              | Don Stannard                                                 | Action based on radio serial |                                                    |
| Doctor Morelle                 | Godfrey Grayson                              | Valentine Dyall, Peter Drury                                 | Mystery                      |                                                    |
| Don't Ever Leave Me            | Arthur Crabtree                              | Petula Clark, Jimmy Hanley                                   | Romantic comedy              |                                                    |
| Edward, My Son                 | George Cukor                                 | Spencer Tracy, Deborah Kerr                                  | Drama                        | Kerr's first time Oscar nomination                 |
| Eureka Stockade                | Harry Watt                                   | Chips Rafferty, Jane Barrett                                 | Drama                        | Filmed in Australia                                |
| Floodtide                      | Frederick Wilson                             | Gordon Jackson, Rona Anderson                                | Drama                        |                                                    |
| Fools Rush In                  | John Paddy Carstairs                         | Sally Ann Howes, Guy Rolfe                                   | Comedy                       |                                                    |
| For Them That Trespass         | Alberto Cavalcanti                           | Richard Todd, Patricia Plunkett, Stephen Murray              | Crime                        |                                                    |
| Forbidden                      | George King                                  | Douglass Montgomery, Hazel Court                             | Thriller                     |                                                    |
| The Forbidden Street           | Jean Negulesco                               | Dana Andrews, Maureen O'Hara                                 | Drama                        |                                                    |
| Give Us This Day               | Edward Dmytryk                               | Sam Wanamaker, Lea Padovani                                  | Drama                        |                                                    |
| The Glass Mountain             | Edoardo Anton, Henry Cass                    | Michael Denison, Dulcie Gray                                 | Drama                        |                                                    |
| Golden Arrow                   | Gordon Parry                                 | Burgess Meredith, Jean-Pierre Aumont                         | Comedy                       |                                                    |
| Golden Madonna                 | Ladislao Vajda                               | Phyllis Calvert, Tullio Carminati                            | Drama                        |                                                    |
| The Hasty Heart                | Vincent Sherman                              | Ronald Reagan, Richard Todd, Patricia Neal                   | World War II drama           |                                                    |
| Helter Skelter                 | Ralph Thomas                                 | Carol Marsh, David Tomlinson                                 | Comedy                       |                                                    |
| High Jinks in Society          | John Guillermin, Robert Jordan Hill          | Ben Wrigley, Barbara Shaw                                    | Comedy                       |                                                    |
| The History of Mr. Polly       | Anthony Pelissier                            | John Mills, Sally Ann Howes                                  | Drama                        |                                                    |
| The Huggetts Abroad            | Ken Annakin                                  | Jack Warner, Kathleen Harrison, Dinah Sheridan, Jimmy Hanley | Comedy                       |                                                    |
| If This Be Sin                 | Gregory Ratoff                               | Myrna Loy, Peggy Cummins, Richard Greene                     | Drama Romance                | [ 1 ]                                              |
| The Interrupted Journey        | Daniel Birt                                  | Valerie Hobson, Richard Todd                                 | Thriller                     |                                                    |
| It's Not Cricket               | Alfred Roome                                 | Basil Radford, Naunton Wayne                                 | Comedy                       |                                                    |
| The Jack of Diamonds           | Vernon Sewell                                | Nigel Patrick, Cyril Raymond                                 | Adventure                    |                                                    |
| Kind Hearts and Coronets       | Robert Hamer                                 | Dennis Price, Valerie Hobson, Joan Greenwood, Alec Guinness  | Black comedy                 | Number 6 in the list of BFI Top 100 British films  |
| Landfall                       | Ken Annakin                                  | Michael Denison, Patricia Plunkett                           | War                          |                                                    |
| The Last Days of Dolwyn        | Emlyn Williams, Russell Lloyd                | Edith Evans, Richard Burton                                  | Drama                        |                                                    |
| The Lost People                | Muriel Box                                   | Richard Attenborough, Dennis Price, Mai Zetterling           | Drama                        |                                                    |
| Madness of the Heart           | Charles Bennett                              | Margaret Lockwood, Kathleen Byron                            | Drama                        |                                                    |
| A Man's Affair                 | Jay Lewis                                    | Diana Decker, Joan Dowling                                   | Comedy                       |                                                    |
| The Man from Yesterday         | Oswald Mitchell                              | John Stuart, Henry Oscar                                     | Thriller                     |                                                    |
| The Man in Black               | Francis Searle                               | Betty Ann Davies, Sheila Burrell                             | Thriller                     |                                                    |
| Man on the Run                 | Lawrence Huntington                          | Derek Farr, Joan Hopkins                                     | Thriller                     |                                                    |
| Marry Me!                      | Terence Fisher                               | Derek Bond, Susan Shaw                                       | Comedy                       |                                                    |
| A Matter of Murder             | John Gilling                                 | Maureen Riscoe, John Barry                                   | Crime                        |                                                    |
| Maytime in Mayfair             | Herbert Wilcox                               | Anna Neagle, Michael Wilding                                 | Musical comedy               |                                                    |
| Meet Simon Cherry              | Godfrey Grayson                              | Hugh Moxey, Jeanette Tregarthen                              | Mystery                      |                                                    |
| Melody Club                    | Robert S. Baker, Monty Berman                | Terry-Thomas, Arthur Gomez                                   | Comedy                       |                                                    |
| Melody in the Dark             | Robert Jordan Hill                           | Ben Wrigley, Eunice Gayson                                   | Musical                      |                                                    |
| Miss Pilgrim's Progress        | Val Guest                                    | Michael Rennie, Yolande Donlan                               | Comedy                       |                                                    |
| Murder at the Windmill         | Val Guest                                    | Garry Marsh, Jon Pertwee                                     | Crime                        |                                                    |
| No Way Back                    | Stefan Osiecki                               | Terence De Marney, Eleanor Summerfield                       | Crime                        |                                                    |
| Now Barabbas                   | Gordon Parry                                 | Richard Greene, Cedric Hardwicke                             | Drama                        |                                                    |
| Obsession                      | Edward Dmytryk                               | Robert Newton, Sally Gray                                    | Crime                        |                                                    |
| Old Mother Riley's New Venture | John Harlow                                  | Arthur Lucan, Kitty McShane, Chili Bouchier                  | Comedy                       |                                                    |
| Once a Jolly Swagman           | Jack Lee                                     | Dirk Bogarde, Bonar Colleano                                 | Drama                        |                                                    |
| Once Upon a Dream              | Ralph Thomas                                 | Googie Withers, Guy Middleton                                | Comedy                       |                                                    |
| Paper Orchid                   | Roy Ward Baker                               | Hugh Williams, Hy Hazell, Sid James                          | Mystery                      |                                                    |
| The Passionate Friends         | David Lean                                   | Ann Todd, Claude Rains, Trevor Howard                        | Drama                        | Based on the H. G. Wells's novel                   |
| Passport to Pimlico            | Henry Cornelius                              | Margaret Rutherford, Stanley Holloway, Hermione Baddeley     | Comedy                       | Number 63 in the list of BFI Top 100 British films |
| The Perfect Woman              | Bernard Knowles                              | Patricia Roc, Stanley Holloway                               | Comedy                       |                                                    |
| Poet's Pub                     | Frederick Wilson                             | Derek Bond, Rona Anderson                                    | Comedy                       |                                                    |
| Private Angelo                 | Michael Anderson, Peter Ustinov              | Godfrey Tearle, Maria Denis                                  | Comedy/war                   |                                                    |
| The Queen of Spades            | Thorold Dickinson                            | Anton Walbrook, Edith Evans                                  | Fantasy                      |                                                    |
| The Rocking Horse Winner       | Anthony Pelissier                            | Valerie Hobson, John Howard Davies                           | Fantasy                      |                                                    |
| The Romantic Age               | Edmond T. Gréville                           | Hugh Williams, Mai Zetterling, Petula Clark                  | Comedy                       |                                                    |
| A Run for Your Money           | Charles Frend                                | Donald Houston, Meredith Edwards, Alec Guinness              | Comedy                       |                                                    |
| Saints and Sinners             | Leslie Arliss                                | Kieron Moore, Christine Norden                               | Comedy/drama                 |                                                    |
| School for Randle              | John E. Blakeley                             | Frank Randle, Dan Young                                      | Comedy                       |                                                    |
| Silent Dust                    | Lance Comfort                                | Nigel Patrick, Sally Gray, Stephen Murray                    | Drama                        |                                                    |
| Skimpy in the Navy             | Stafford Dickens                             | Hal Monty, Max Bygraves                                      | Comedy                       | [ 2 ]                                              |
| The Small Back Room            | Michael Powell, Emeric Pressburger           | David Farrar, Kathleen Byron, Jack Hawkins                   | World War II                 |                                                    |
| Somewhere in Politics          | John E. Blakeley                             | Frank Randle, Tessie O'Shea                                  | Comedy                       |                                                    |
| The Spider and the Fly         | Robert Hamer                                 | Eric Portman, Guy Rolfe                                      | Crime                        |                                                    |
| Stop Press Girl                | Michael Barry                                | Sally Ann Howes, Gordon Jackson                              | Comedy                       |                                                    |
| The Temptress                  | Oswald Mitchell                              | Joan Maude, Arnold Bell                                      | Drama                        |                                                    |
| That Dangerous Age             | Gregory Ratoff                               | Myrna Loy, Roger Livesey, Peggy Cummins                      | Romance                      |                                                    |
| The Third Man                  | Carol Reed                                   | Orson Welles, Joseph Cotten, Alida Valli, Trevor Howard      | Mystery                      | Number 1 in the list of BFI Top 100 British films  |
| Third Time Lucky               | Gordon Parry                                 | Glynis Johns, Dermot Walsh                                   | Crime                        |                                                    |
| Train of Events                | Sidney Cole, Charles Crichton, Basil Dearden | Jack Warner, Peter Finch, Valerie Hobson                     | Drama                        |                                                    |
| Traveller's Joy                | Ralph Thomas                                 | Googie Withers, John McCallum                                | Comedy                       |                                                    |
| Trottie True                   | Brian Desmond Hurst                          | Jean Kent, Hugh Sinclair, James Donald                       | Musical/comedy               |                                                    |
| Under Capricorn                | Alfred Hitchcock                             | Ingrid Bergman, Joseph Cotten, Michael Wilding               | Drama                        | Filmed in Australia                                |
| Vote for Huggett               | Ken Annakin                                  | Jack Warner, Kathleen Harrison, Susan Shaw, Diana Dors       | Comedy                       |                                                    |
| Warning to Wantons             | Donald B. Wilson                             | Harold Warrender, Anne Vernon                                | Romantic comedy              |                                                    |
| What a Carry On!               | John E. Blakeley                             | Jimmy Jewel, Ben Warriss                                     | Comedy                       | [ 3 ]                                              |
| Whisky Galore!                 | Alexander Mackendrick                        | Basil Radford, Bruce Seton, Joan Greenwood, Gordon Jackson   | Comedy                       | Number 24 in the list of BFI Top 100 British films |